# Château Woolsack
Le château Woolsack ou château de Woolsack ou encore The Woolsack est une propriété foncière située sur la commune de Mimizan, dans le département français des Landes. Construit en 1911  sur les bords du lac d’Aureilhan par l'aristocrate anglais Hugh Grosvenor, duc de Westminster, il est la réplique de The Woolsack, résidence d'été de Rudyard Kipling, auteur du Livre de la jungle. Il est dans un site classé par arrêté du 18 juillet 1978.

## Présentation
Le château Woolsack est une gentilhommière, petit domaine noble à la campagne. Il occupe le sommet d'une butte (tuc, en gascon), offrant un point de vue privilégié sur le lac d'Aureilhan. À l'origine, il a une triple fonction de pavillon de chasse, de maison de vacances et de lieu de réceptions mondaines.

### Architecture
Le bâtiment est  de style architectural « néo Cape Dutch », alliant le style des maisons de campagne anglaises avec le style colonial hollandais, propre à la région du Cap en Afrique du Sud. Il est fait de briques pleines rouges, les murs sont à colombages. Il est de forme carrée et composé de quatre ailes encadrant un patio central à ciel ouvert avec une circulation couverte en pourtour supportée par des colonnes de pierre, desservant toutes les pièces. Les ailes sont dotées de pignons à frontons percés d'œils-de-bœuf et aménagés en pigeonniers. Des chiens-assis marquent l'emplacement des chambres à coucher à l'étage. Une toiture d'ardoises couvre le bâtiment.
La façade principale donne sur le lac. On peut y accéder par un grand escalier partant du débarcadère et menant jusqu'à l'entrée principale de la demeure. Malgré son style imitant l'architecture coloniale du Cap, le bâtiment s'intègre à son environnement, grâce à son habile association de briquettes et de colombages typique de la région et présente dans certaines maisons landaises du pays de Born, .

## Historique

### Le duc de Westminster
Hugh Richard Arthur Grosvenor, né le 19 mars 1879, est issu d'une des familles les plus prestigieuses de Grande-Bretagne. Il reçoit à sa naissance le titre de vicomte Belgrave et trois mois plus tard, le surnom de Bend'Or, familièrement Benny, quand Bend'Or, un cheval de son grand-père, remporte une course hippique. Son père, filleul de la reine Victoria, décède en 1884.
C'est en 1899, à la mort de son grand-père, le premier duc de Westminster, qu'il accède à l'âge de 20 ans au titre et aux responsabilités ducales. Il est à ce moment réputé pour être l'homme le plus riche d'Angleterre. Après ses études au collège d'Eton, il entame une carrière militaire qui l'amène en Afrique du Sud. Lors de la guerre des Boers, il se fait remarquer par son courage au feu et la pertinence de ses décisions rapides. Là naîtra une indéfectible amitié avec Winston Churchill.
Rentré en Angleterre, il devient le gentleman le plus brillant du Royaume-Uni grâce à ses réceptions fastueuses, grandes chasses et voyages. Il organise ainsi sa vie entre Eaton Hall dans le Cheshire (Angleterre), Lochmore dans le Sutherland (Ecosse), et Bourdon House à Londres. 

### Origines du château
D'une rencontre fortuite entre deux chasseurs, Monsieur Bacon (notaire, maire de Labouheyre et conseiller général des Landes) et le Colonel Rawlinson, proche du duc, naît une aventure hors du commun pour ce recoin du pays de Born. Invité par son ami Rawlinson à participer à une partie de chasse au sanglier organisée par ces deux personnages fin janvier 1910, le duc capture un solitaire sur la rive nord de l'étang d'Aureilhan, au lieu dit « le Serbiat ». Sous le charme, le duc décide d'édifier sur le site même un pavillon de chasse.
Peu après cette première visite, le duc fait l'acquisition en avril 1911 de la dune boisée de Sourgens de plus de 10 hectares sur les berges du lac d'Aureilhan pour y construire un pavillon de chasse. Celui-ci lui est offert par la couronne britannique, en reconnaissance du courage dont il a fait preuve pendant la seconde guerre des Boers et pour le service rendu. Les travaux de construction débutent peu après.
Avant même cette date, les architectes du duc avaient déjà travaillé à un projet d'un « Woolsack » anglais. En résidence en Afrique du Sud, le duc occupait en effet au Cap une maison appelée « The Woolsack », aménagée à la demande du premier ministre de la colonie du Cap, Cecil Rhodes par Herbert Baker, architecte renommé, pour en faire la résidence d'été de l'écrivain Rudyard Kipling de 1900 à 1908. Le duc en gardait le meilleur souvenir et souhaitait en construire une réplique en Europe. Il confie pour cela les plans de Baker aux architectes Detmar Blow et Fernand Billerey en les chargeant de la construction de Mimizan. 

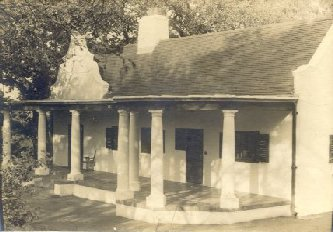
The Woolsack, au Cap, résidence d'été de la famille Kipling de 1900 à 1908, qui a servi de modèle au château Woolsack de Mimizan

### Nom du domaine
Woolsack (en anglais, sac de laine) est à l'origine le nom donné au banc rempli de laine et recouvert de tissu rouge du lord chancelier à la Chambre des lords du Royaume-Uni.

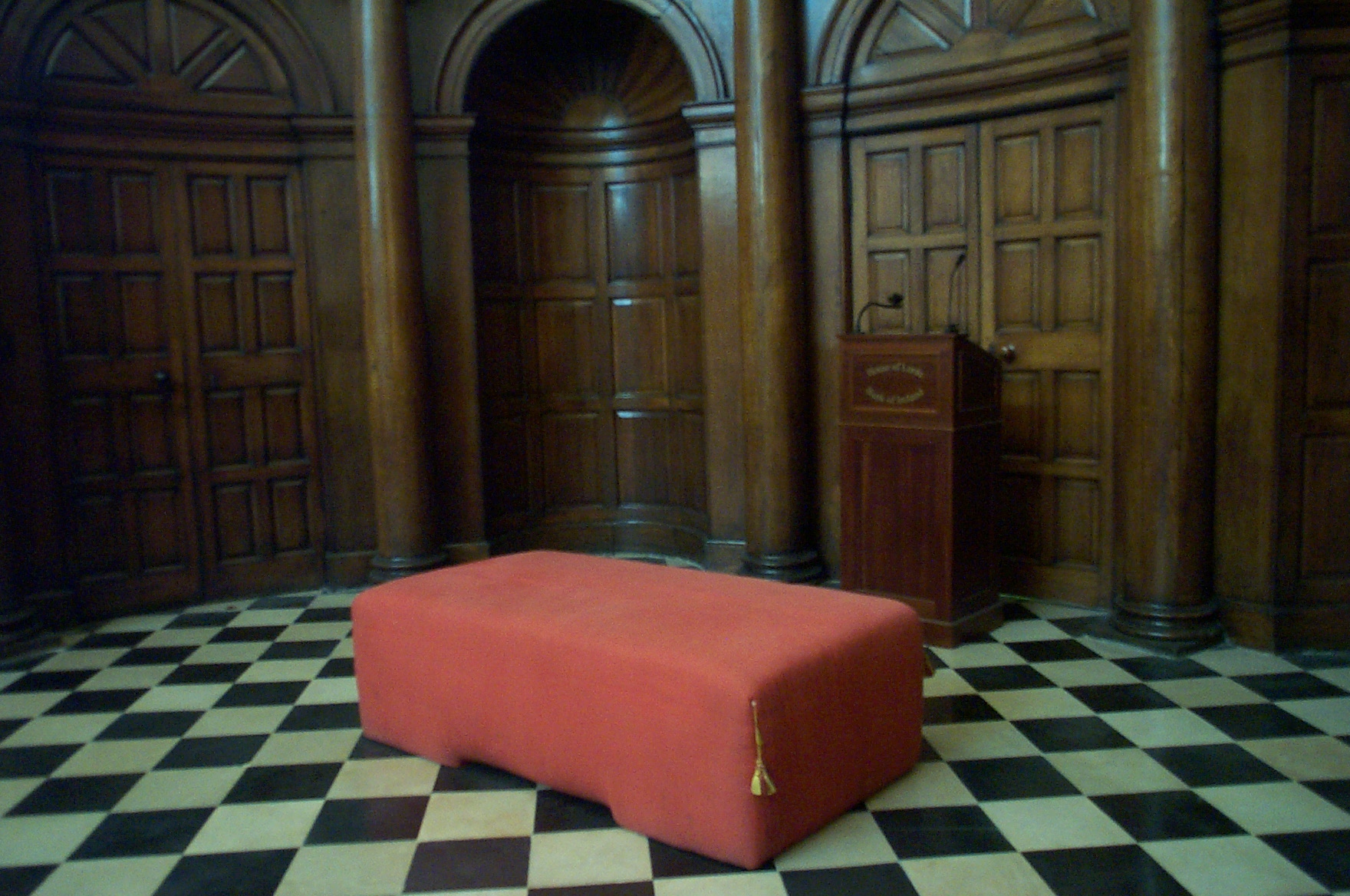
Le Woolsack dans l'ancienne Chambre des lords irlandaise.

### La vie au château
Sans attendre la fin des travaux, le duc de Westminster fait son tout premier séjour sur son nouveau domaine dans un chalet spécialement aménagé pour lui pour y passer les fêtes de Noël, événement que relate le Daily Mail dans son édition du 23 décembre 1911. Il vient par la suite séjourner régulièrement jusqu'en 1940 dans sa propriété. À l'époque du duc, l'aile Ouest est consacrée aux pièces de service et au personnel ; l'aile sud comprend salle à manger et salon avec une terrasse donnant sur le lac ; l'aile Est se compose de deux chambres et d'une salle de bains pour le duc et la duchesse ; deux autres chambres et une salle de bains sont situées dans l'aile nord. Le parc est naturellement planté de pins maritimes. Des mimosas, rapportés d’Afrique du Sud, peuplent les sous-bois. Des arbres de Judée et quelques sujets d’espèces plus rares entourent la maison. Les abords sont égayés de camélias roses, de rosiers, d’iris et d’hortensias. Des citronniers et orangers ornent la terrasse.

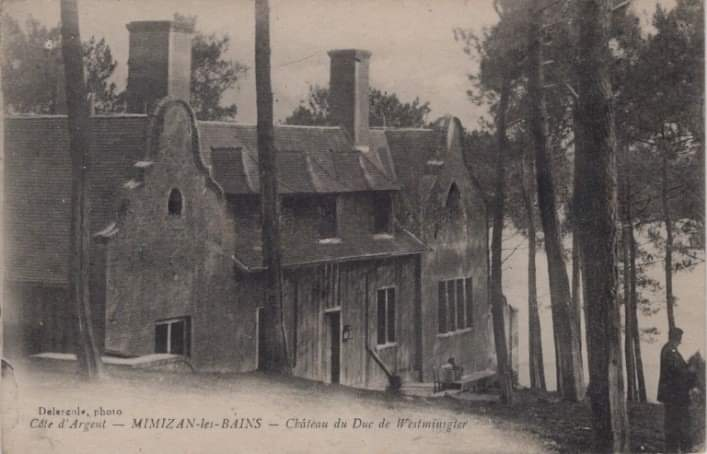
Carte postale ancienne du château du duc de Westminster, à Mimizan-les-Bains comme on dit alors.
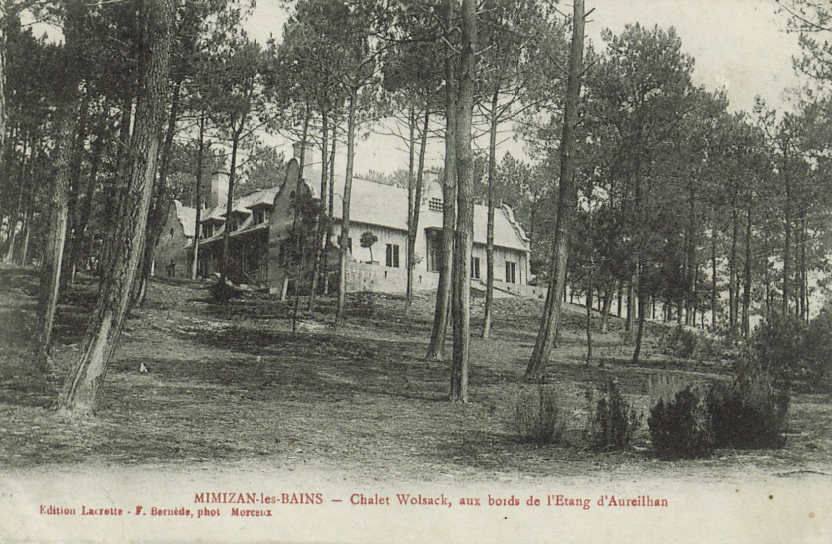
Façade du château

Ces séjours permettent au duc d'échapper pour un temps aux contraintes officielles et d'organiser chasses à courre et réceptions. Lui et ses invités gagnent la région en train jusqu'à la gare de Labouheyre, où le chauffeur Monsieur Fournier vient les chercher. Mais en l'absence d'un chemin d'accès terrestre, et faute d'accord de la mairie pour en aménager un, c'est en bateau à moteur avec cabine depuis Aureilhan que le duc rejoint sa propriété. Il fait pour cela édifier un ponton en béton sur les bords du lac où il fait graver son initiale « W ». Sur la rive opposée, un ponton en bois au pied des marches permet l'accès à sa propriété. C'est également en bateau que se fait le ravitaillement, la traversée des invités et des chiens (trois meutes). Cet accès quasi maritime ajoutait au charme des lieux aux yeux du duc, ancien lord de l'amirauté britannique.

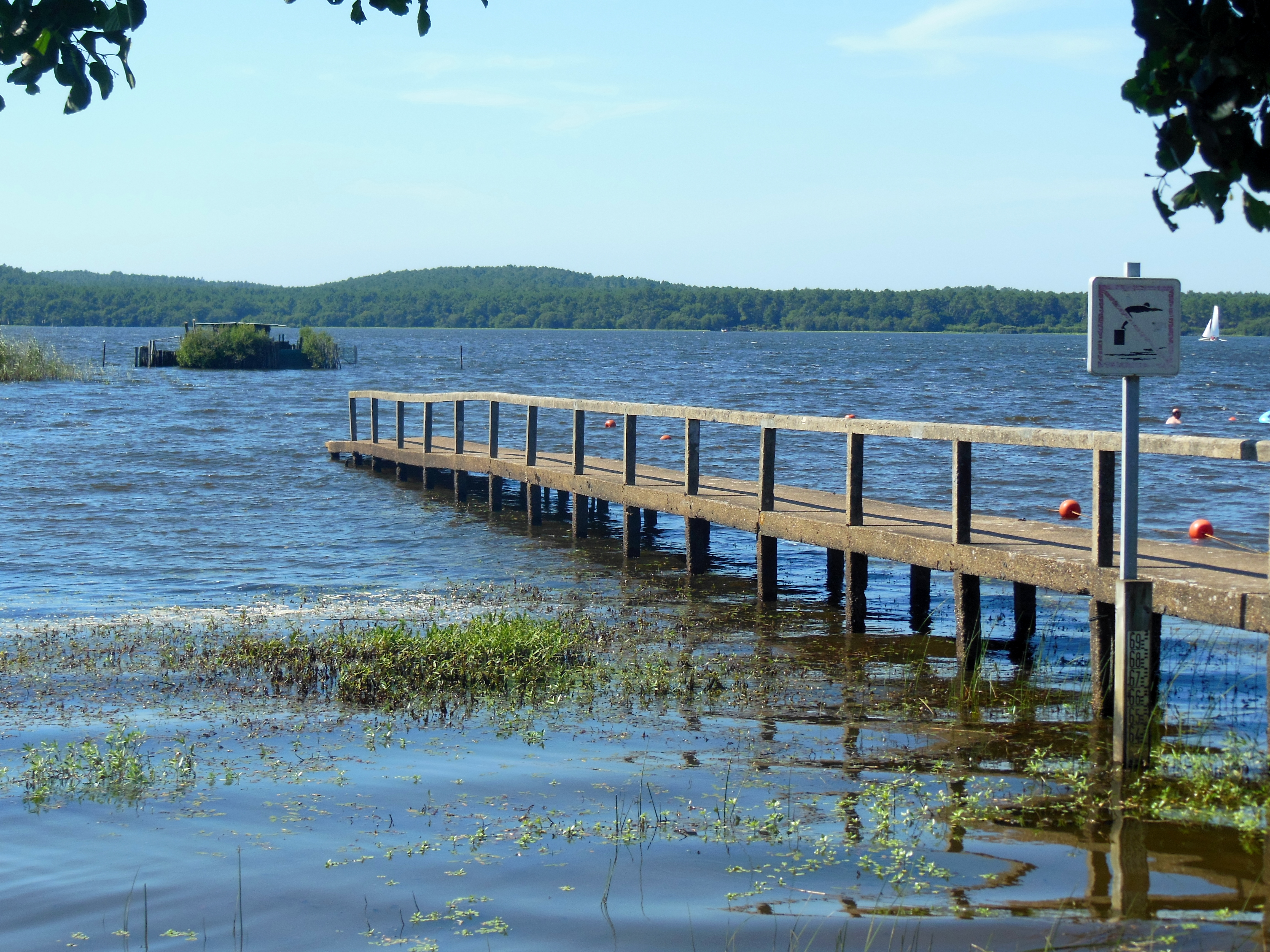
Ponton en béton édifiée par le duc de Westminster sur le lac d'Aureilhan pour embarquer sur le bateau le conduisant à son château de Woolsack, sur la berge opposée
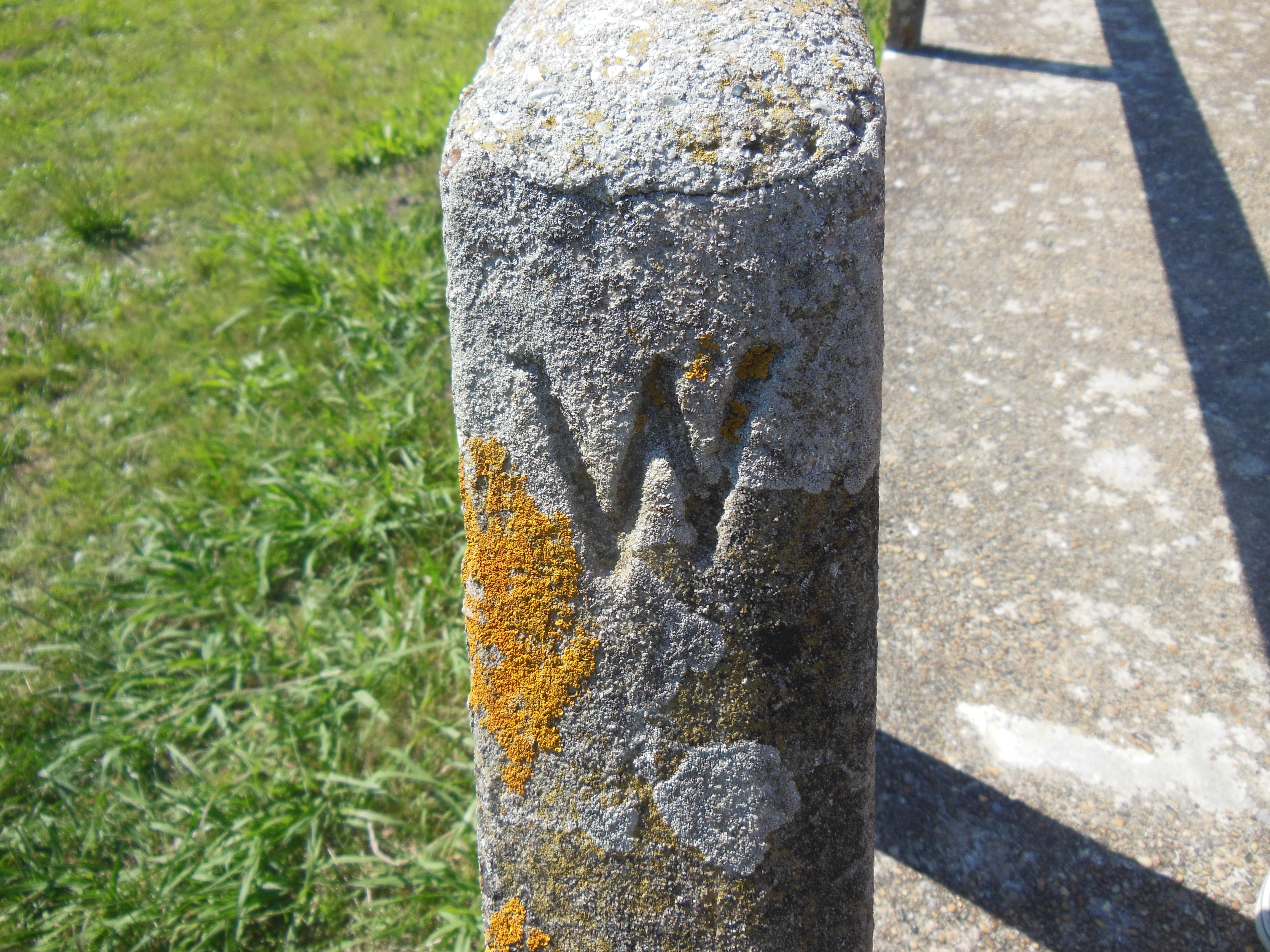
« W », initiale de Westminster / Woolsack, gravée sur la rampe du ponton

La venue du duc constitue un événement important pour la région et de nombreux habitants entrent à son service. Le domaine est en effet un relais de chasse, nécessitant des moyens matériels et humains. Un quartier anglais est construit à l'écart du château, comptant une dizaine de bungalows à la mode anglaise, en bois laqué blanc souligné de noir, hébergeant le personnel chargé d'organiser les parties de chasse, la gouvernante, l’intendant, la meute et les maîtres-chiens, les piqueurs, le muletier, le chauffeur, les palefreniers et les amis. Il y a en permanence une vingtaine de chevaux, une soixantaine de chiens, deux automobiles. On circule d’une maison à l'autre par des sentiers forestiers.

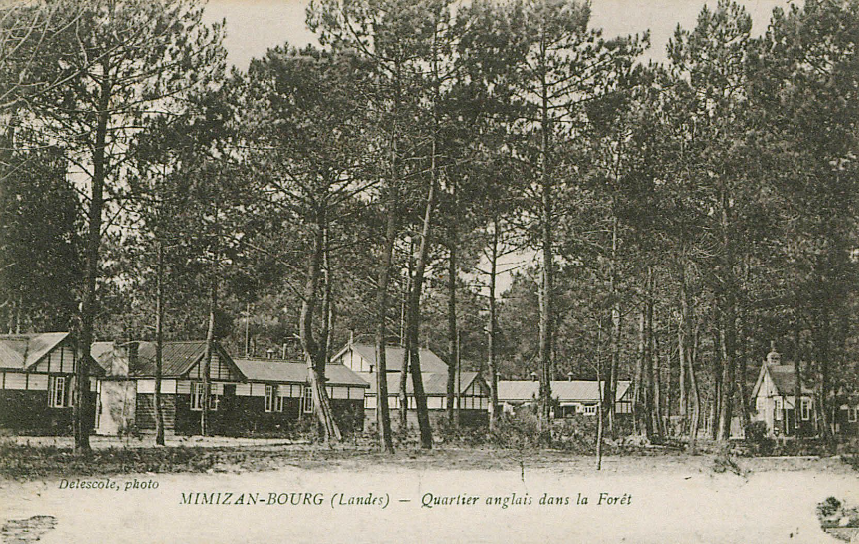
Carte postale ancienne du quartier anglais.
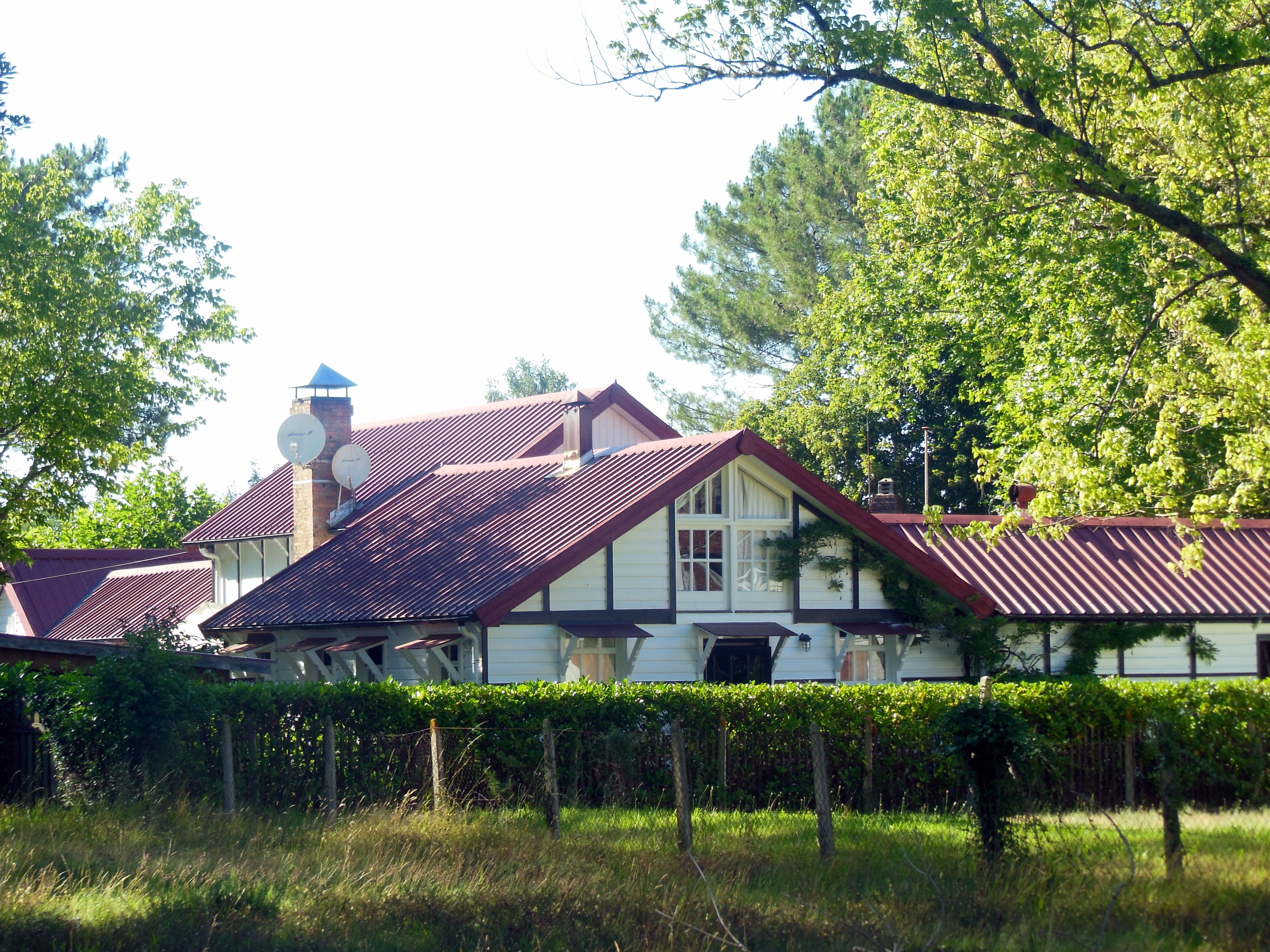
Maison en bois laqué noir et blanc du quartier anglais.
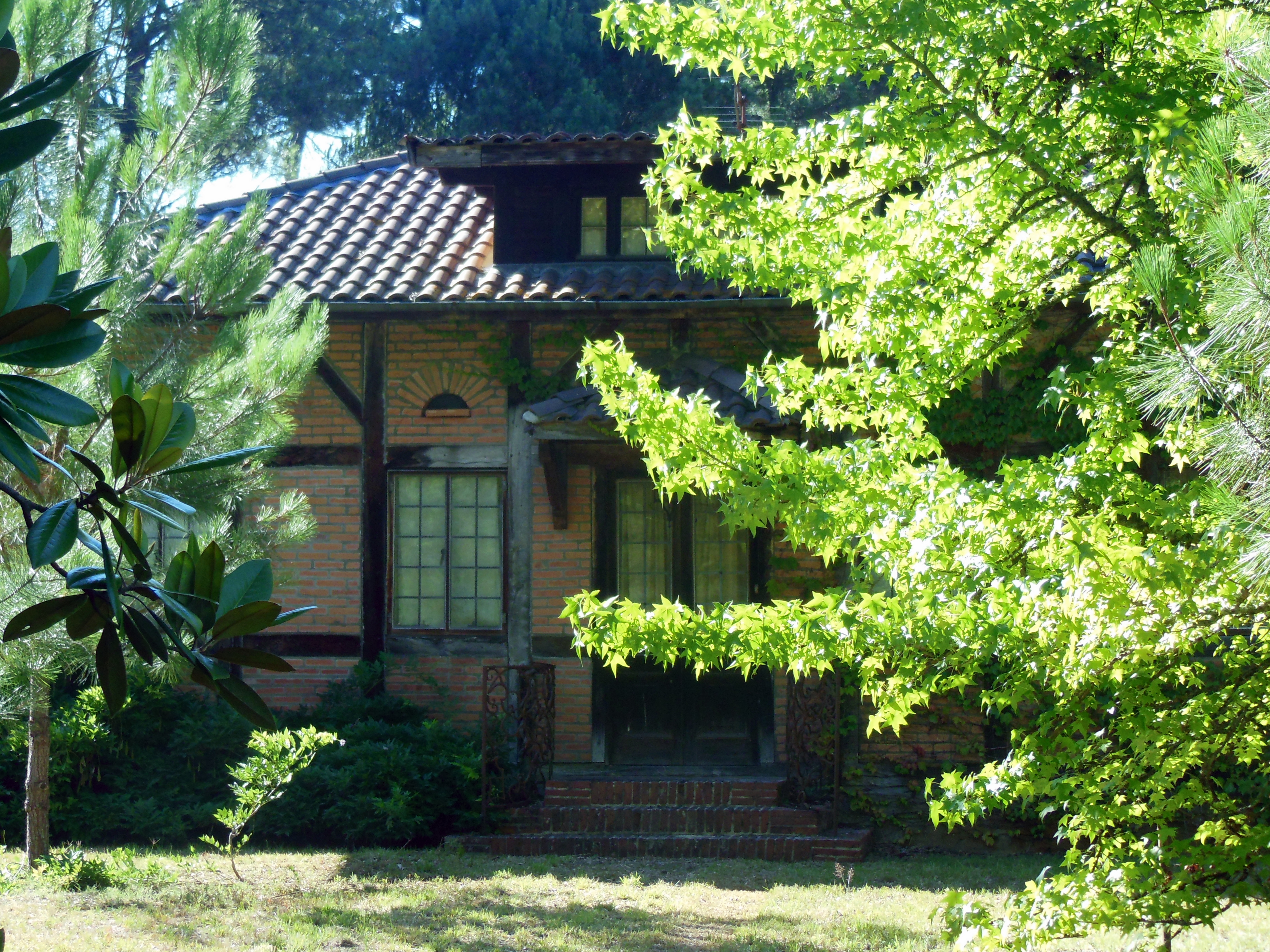
Maison en briquettes et à colombages à l'entrée du domaine.

### Invités de marque
Le duc entraîne dans son sillage toute une société brillante et cultivée. Les célébrités de l'entre-deux-guerres défilent à Woolsack, conjuguant l'agrément d'une vie mondaine et le charme d'un cadre forestier protégé.
De 1924 à 1930, Coco Chanel est une intime du duc et visiteuse privilégiée du château où elle vient se ressourcer. Elle est parfois accompagnée de ses petites mains, les « cousettes », leur offrant quelques jours de vacances à la villa « Le Pylône », quelques années avant l'instauration des congés payés. La relation entre Coco Chanel et le duc prend fin lorsque celui-ci se marie le 20 février 1930 pour la troisième fois, avec Loëlia Ponsonby. Leur témoin est Winston Churchill, qui est invité à Woolsack dès 1920. Loelia écrit dans ses mémoires : 
«  L'un des endroits où j'étais heureuse de revenir était Mimizan dans les Landes, là où nous avions séjourné pendant notre lune de miel. Avant la guerre de 14, Benny avait fait construire cette maison pour chasser le sanglier, mais les sangliers se faisant plus rares, il avait emmené son équipage en Normandie où ils étaient très nombreux. Cependant il espérait toujours que les sangliers reviendraient à Mimizan, et à côté de la maison il y avait un paddock où vivaient un mâle et une femelle. Ils étaient énormes, méchants et empestaient, mais leurs petits marcassins étaient ravissants avec leur fourrure soyeuse et bigarrée, on aurait dit des petits zèbres. Quand ils furent sevrés, on les lâcha dans la forêt, mais en secret la nuit, de peur que les paysans ne s’en aperçoivent et ne viennent apporter leurs factures de dégâts faits aux jardins.
A Woolsack, j'y ai fait beaucoup de jardinage, fait abattre des arbres pour dégager la vue sur le lac, j'ai aménagé des marches pour descendre jusqu'à l'eau, et de chaque côté j'ai planté des iris et des rosiers grimpants qui ont admirablement pris dans ce sable fin. Les soirs d'été, nous sillonnions le lac sur mon petit bateau à moteur « le Loelia », pour chasser le  canard sauvage, ou bien nous descendions la petite rivière en canoë et allions nous baigner sur la plage de sable fin. La nature y était si calme ! ».

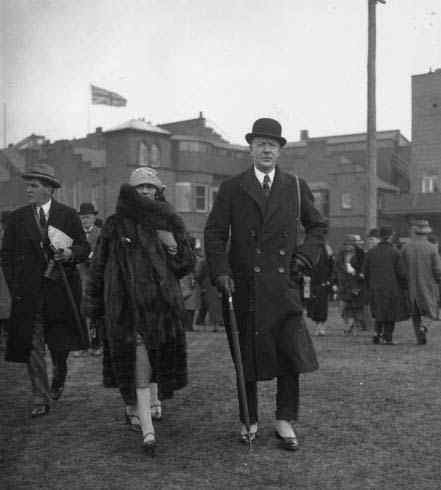
Coco Chanel aux côtés duc de Westminster, au Grand National d'Aintree, le 27 mars 1925
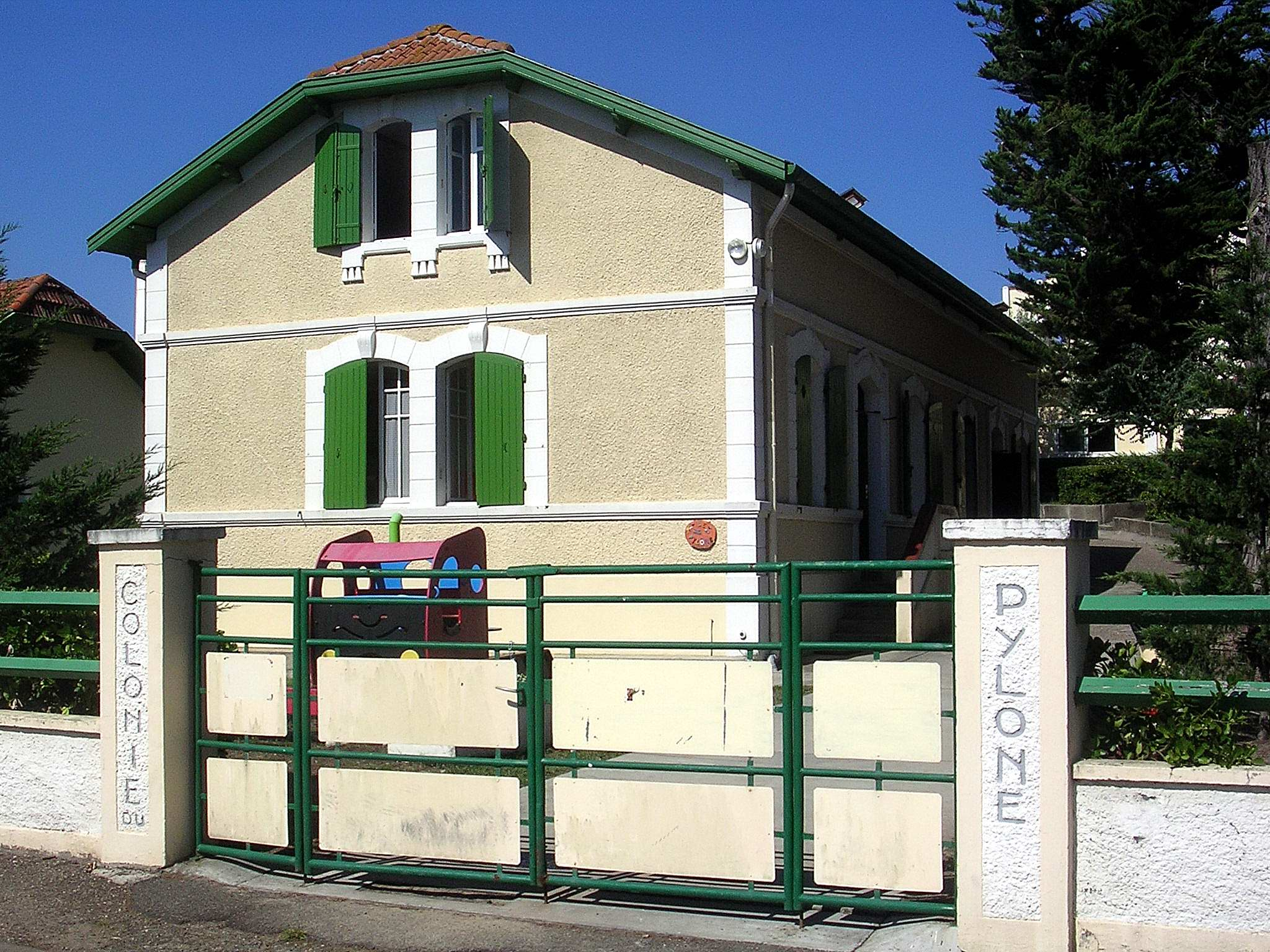
Colonie du Pylône, louée par Coco Chanel pour ses cousettes
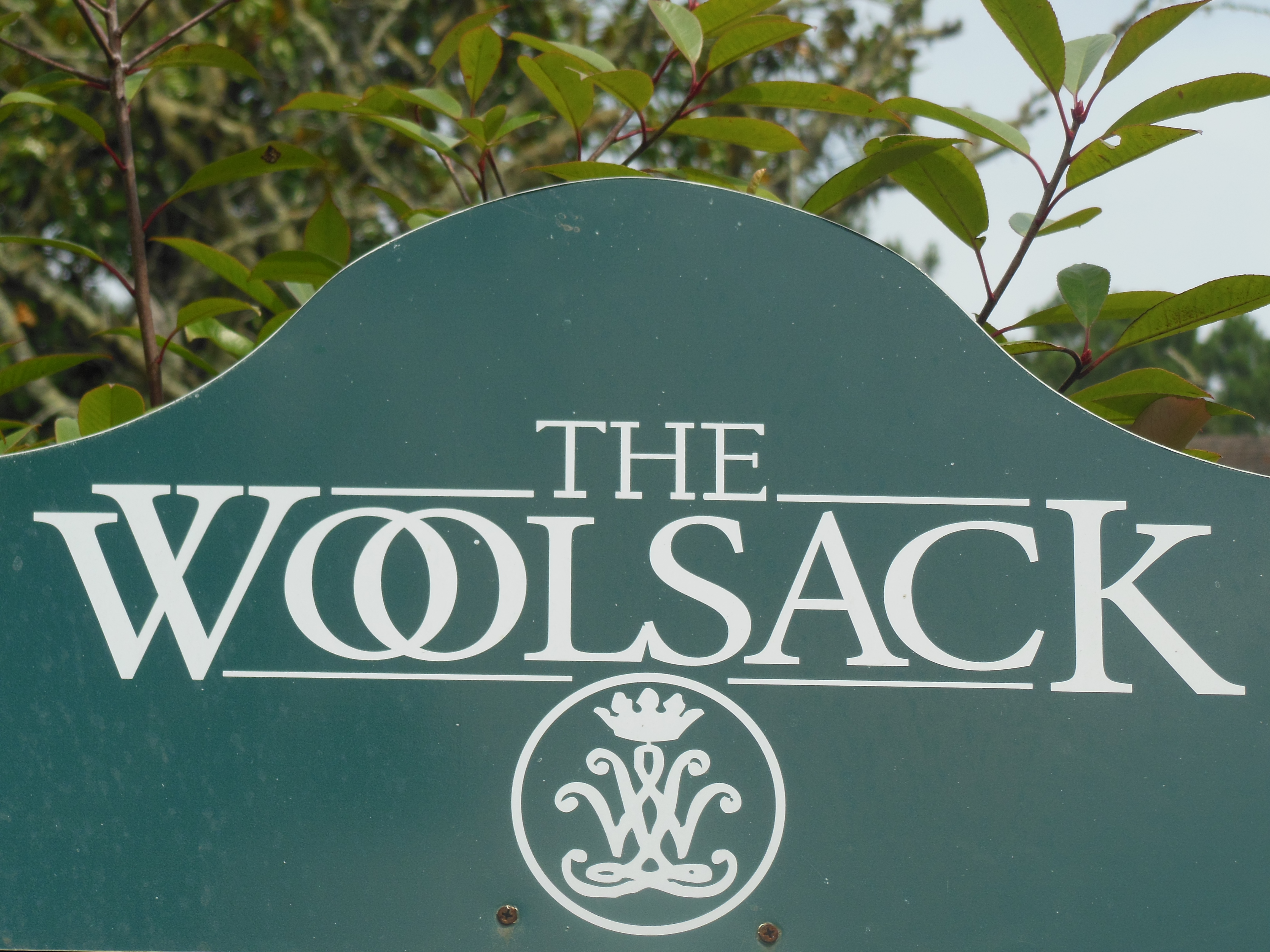
Logo du château

D'autres personnalités de l'époque sont également invitées, comme Charles Chaplin, Salvador Dalí, Suzanne Lenglen, Lloyd George, Georges Carpentier ainsi que le roi d'Espagne Alphonse XIII, le dessinateur Sem, sir Anthony Eden. Winston Churchill, ami intime du duc depuis la guerre des Boers, fait de fréquentes visites à Woolsack, seul ou en famille. Il aime se promener sur les rives du lac et y installe parfois son chevalet pour peindre, il réalisera une vingtaine de toiles représentant Mimizan et ses alentours. C'est à Woolsack que Churchill rencontre Coco Chanel pour la première fois en 1927. Il écrira : « Cette fameuse Coco apparut et j'en fut tout de suite séduit ».

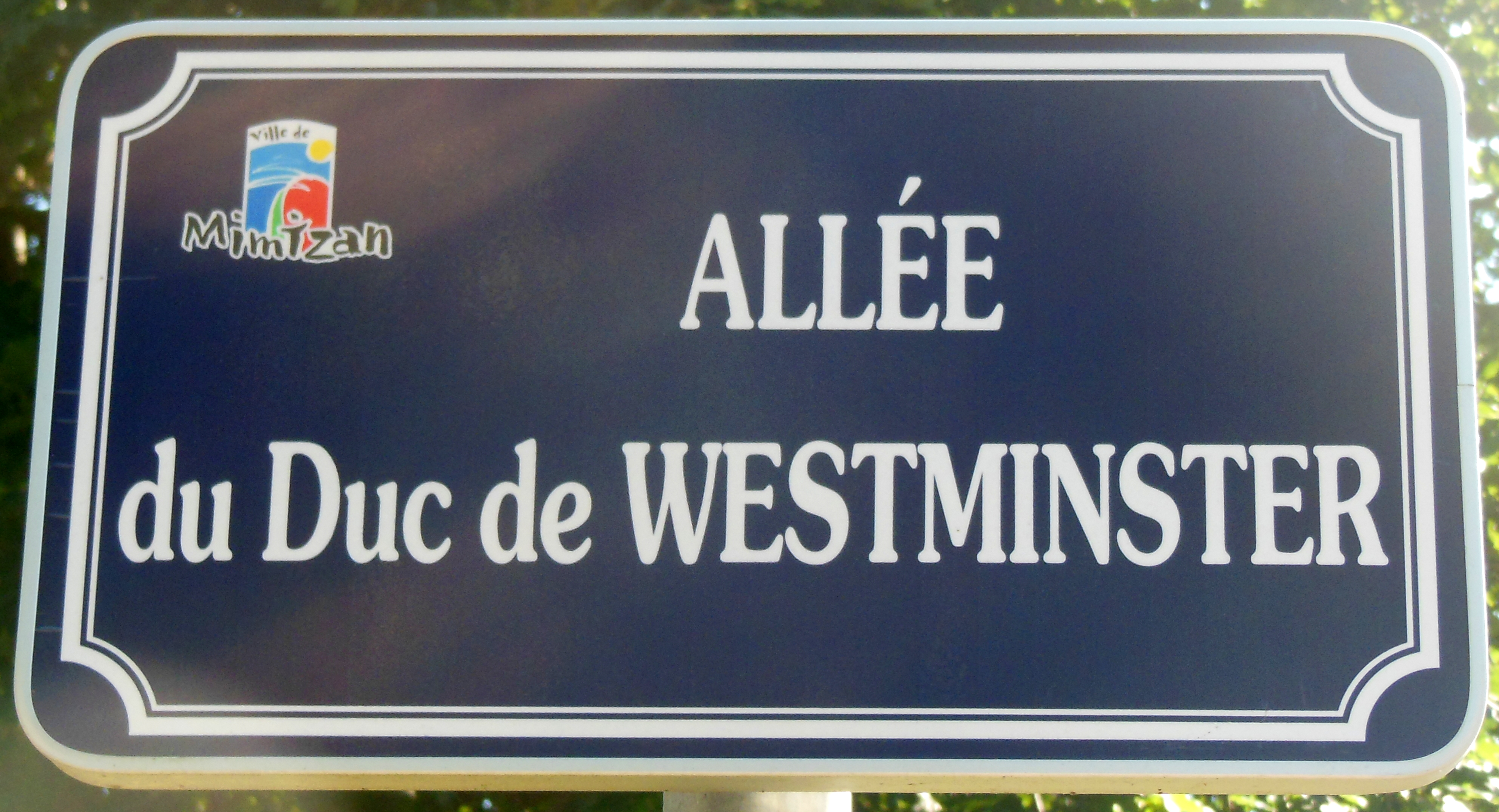
Panneaux à proximité du château
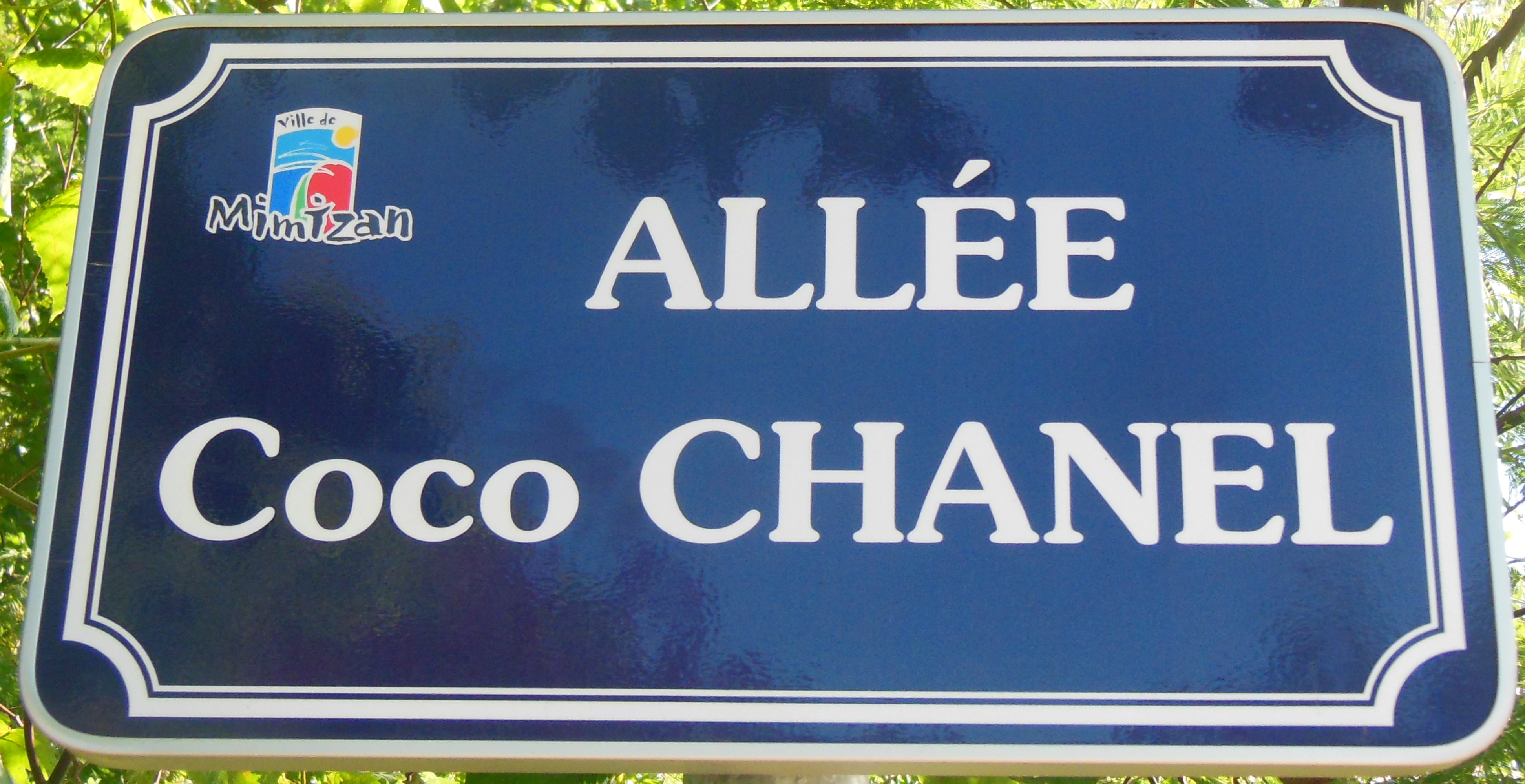
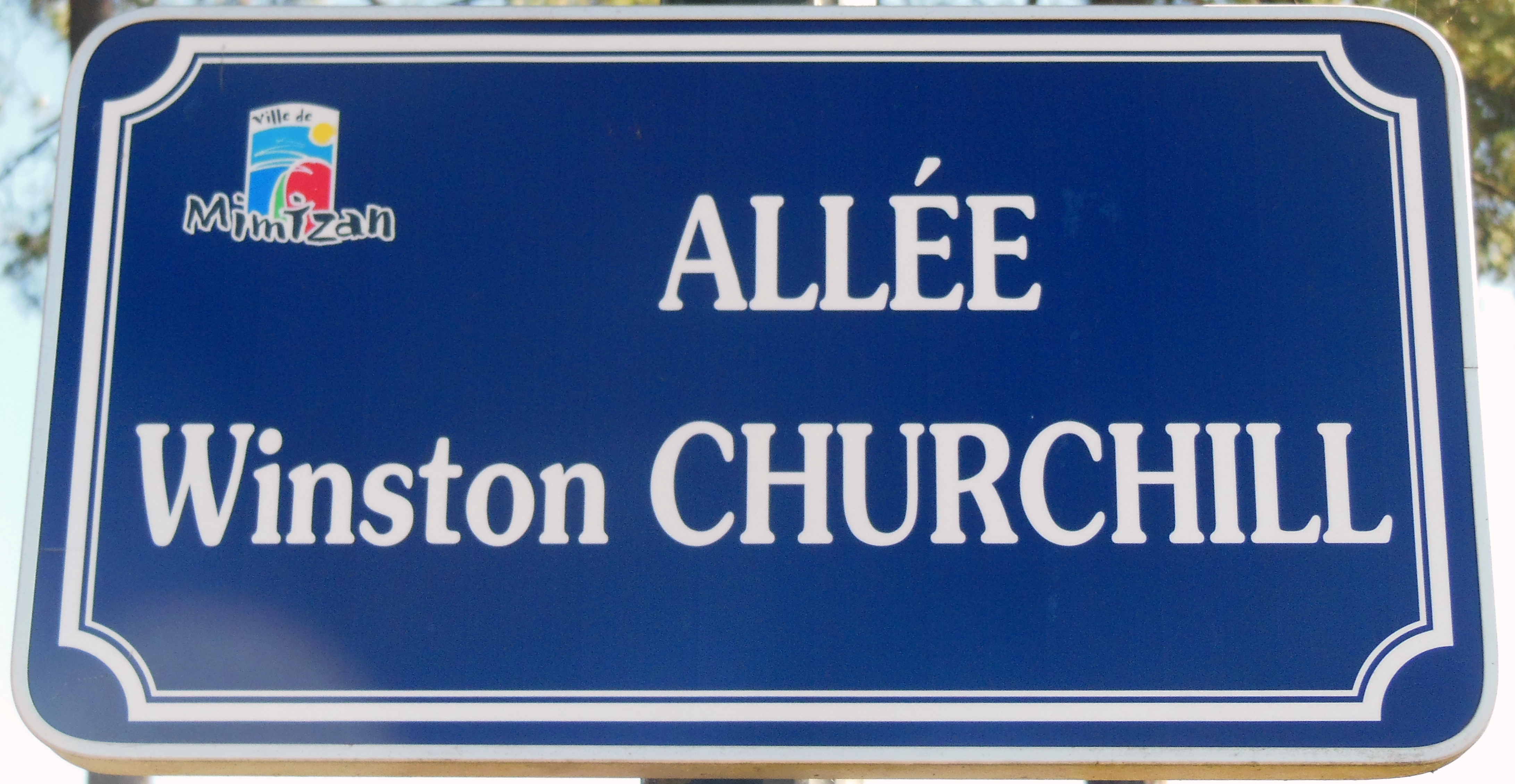

### Les loisirs
Chasse
La région très giboyeuse est peuplée de sangliers et chevreuils, permettant de belles parties de chasse à courre, raison d'être du pavillon. Palombes, grives, ortolans, bécasses sont également très recherchés par le duc. Victime de la sur-chasse, le gibier se raréfie avec le temps et le duc déplace parfois bêtes et hommes à Saint-Saens en Normandie pour d'autres parties de chasse à courre.
En plus de la chasse, canotage, bateau à voile, tennis, équitation, peinture sont de pratique quotidienne à Woolsack. Quant à la musique, on raconte que le duc, excédé par la prestation ininterrompue pendant quatre jours d’une pianiste amie de Coco Chanel, fait livrer par son muletier le piano du salon de l'autre côté du lac pour l'offrir à l’institutrice d’Aureilhan, Mme Soulan, pour son école.
Camping
Lady Grosvenor, tante du duc de Westminster, est précurseur en matière de camping à Mimizan. Cédant à une mode apparue au Royaume-Uni à la fin du XIXe siècle, qui veut que d'excentriques aristocrates anglais parcourent leur vaste domaine dans des roulottes comme des Bohémiens, elle rend visite à son neveu le duc en août 1912, accompagnée de son fils et de ses deux fillettes, pour y établir un campement. La petite famille, accompagnée d'un cocher et d'une servante, débarque ainsi du bateau à vapeur Vosges au port de Bordeaux et fait étape à Labouheyre, voyageant à bord de deux roulottes tirées par des chevaux. L’événement a un tel retentissement qu'il fait l'objet d'un article paru dans le journal La Petite Gironde le 2 août 1912 intitulé « Un voyage original : de Bordeaux à Mimizan en roulotte » et dans Le Républicain Landais du 4 août 1912, intitulé : « Duchesse en roulotte ». Il relate comment la richissime duchesse, vêtue comme une véritable Gitane et chaussant des sabots, bivouaque au bord de la route à Labouheyre avant de gagner le lendemain matin la propriété du duc de Westminster pour y passer ses vacances d'été sous une tente canadienne. La pratique du camping, initiée à Mimizan par cette aristocrate britannique, se popularise quelques années plus tard dans l'entre-deux guerres avec les premiers congés payés puis surtout après guerre avec l'émergence de la société des loisirs. Un terrain de camping s'établit ainsi près du château de Woolsack, un autre investit au début des années 1950 l'ancien camp militaire allemand de la Kriegsmarine pour devenir le camping Marina, tandis qu'un camping municipal s'établit au nord du courant de Mimizan.

### Après le duc
Occupation allemande
Les troupes allemandes  occupent Mimizan le 28 juin 1940. Le château est alors réquisitionné pour y loger les  officiers et leurs ordonnances. Dans son carnet de notes, la réfugiée russe Xenia Dénikine écrit en date du 30 août 1940 que le gardien du château doit, à la demande des Allemands, découdre le W qui orne sa vareuse, mesure qui s'avère inutile du fait que la trace fraîche laisse apparaître la lettre plus nettement encore sur le tissu déteint. Le duc avait pour habitude de garder enfermés quelques sangliers en prévision de ses chasses avec des invités de marque. Au début de l'Occupation, les gardiens, ne recevant plus d'argent d'Angleterre, libèrent les bêtes, ne voulant pas les nourrir à leurs frais. Ces dernières provoquent des dégâts dans la vigne et les poulaillers. Les habitants, privés de leurs fusils, organisent le 22 septembre 1940 une battue, armés de fourches et de gourdins.
Le 9 mars 1941, les premiers Allemands arrivés à Mimizan partent, en emportant avec eux du mobilier volé dans les maisons qu'ils ont occupées. Woolsack n'est pas épargné et les meubles, la vaisselle, le linge de maison, les tableaux et jusqu'aux sangliers empaillés sont emportés. De nouvelles troupes allemandes arrivent dès le lendemain, 10 mars 1941. Après le retrait définitif des troupes allemandes de Mimizan le 24 août 1944, la demeure est rendue à son propriétaire. 
Après-guerre

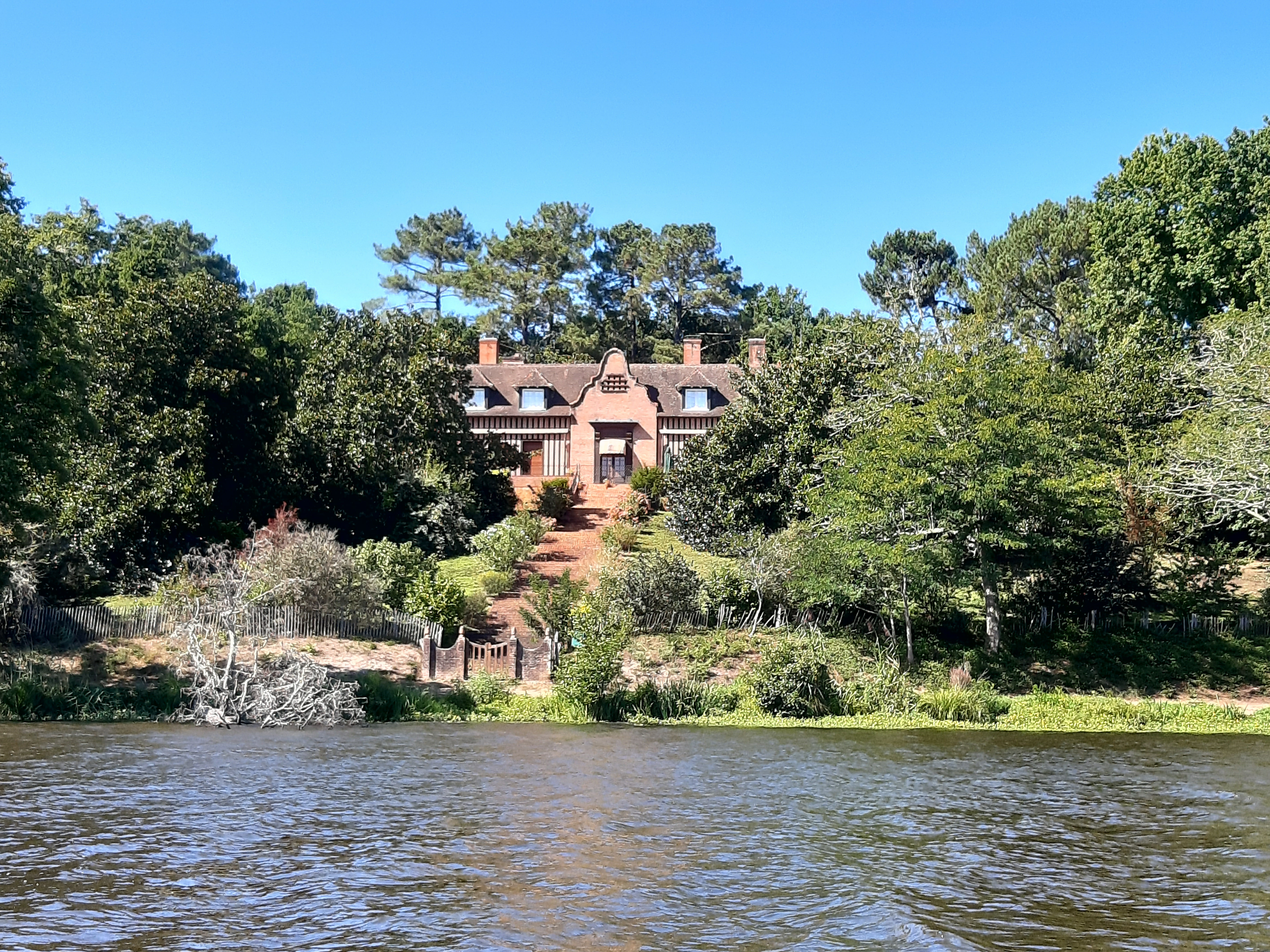
Façade principale du château vue du lac

Le 7 février 1947, le duc épouse en quatrièmes noces Anne Nancy Winifred Sullivan. Alors que le jeune couple s'apprête à venir en lune de miel à Woolsack, le pavillon prend feu dans la nuit du 23 février 1947 et brûle en grande partie, malgré l’intervention de troupes de marine et de personnel et de matériel de Papeteries de Gascogne en renfort des pompiers. Le duc fera alors aménager le bungalow des invités pour y séjourner lui-même. Une fois avant son décès survenu en 1953, le duc reviendra à Woolsack pour décider de la vente de sa propriété. 
Roger Sargos, administrateur des Papeteries de Gascogne, rachète vers 1955 le domaine forestier et le château laissé à l'abandon et le fait reconstruire aux trois-quarts en 1959 dans l'optique d'y loger plus tard son petit-fils Jacques Sargos, né en 1957. Les autres biens sont donnés au personnel du duc en reconnaissance de son dévouement. Roger Sargos fait reconstruire la façade Sud et la met en location aux Papeteries de Gascogne, qui la destinent à des séminaires et réceptions. Locataire jusqu'en 1981, puis propriétaire des lieux, Gascogne S.A. procède à deux plans de restauration partielle, sous le contrôle de l'architecte des bâtiments de France.
Le couple de Britanniques Barbara et Vivien Ramsey découvrent le château par hasard et en font l'acquisition en 2007. Ils en reconstruisent les parties manquantes en suivant les plans d’origine obtenus auprès du Victoria and Albert Museum de Londres. De nos jours, le château de Woolsack est leur résidence de villégiature. Propriété privée, 
il n'est pas ouvert à la visite.